# Gaitoka
Gaitoka es una entidad de población española del municipio de Forúa, perteneciente a la provincia de Vizcaya, en la comunidad autónoma del País Vasco.

## Toponimia
El lugar puede aparecer referido como «Gaitoka» y «Gaitoca».

## Historia
Hacia finales del siglo XIX, el lugar, ya por entonces perteneciente a Forúa, tenía contabilizada una población de alrededor de treinta habitantes. Aparece descrito en el quinto volumen del Diccionario geográfico, estadístico, histórico, biográfico, postal, municipal, marítimo y eclesiástico de España y sus posesiones de ultramar de Pablo Riera y Sans con las siguientes palabras:

GAITOCA.—B. agreg. al ayunt. de Fórua, cuya casa consistorial está en la A. I. de San Martin de Forúa, otra de las que forman este ayunt., y de la que dista la localidad que describimos 9 k. Cuenta sobre unos 30 hab. y 7 edif. — Org. civ. Corresponde á la prov. de Vizcaya, y contribuye, con su ayunt., para las elecciones de diputados provinciales y las de Córtes. — Org. mil. C. G. de las Provincias Vascongadas y C. M. de Vizcaya. — Org. ecle. Pertenece á la dióc. de Vitoria y al arciprestazgo de Guernica. — Org. jud. Hállase adscrito al part. jud. de Guernica, á la aud. de lo criminal de Bilbao y territ. de Búrgos.—Org. econ. Para el pago de impuestos depende de la Delegacion de Hacienda de su prov.—S. púb. Recibe y expide la corr. por cn. de Bilbao á Zumárraga y Zornoza á Bermeo. — Ob. púb. y med. de com. Para sus com. y transportes se sirve de los caminos que cruzan el tér. del ayunt. de que forma parte. — Ins. púb. La escuela reside en la cabecera de su ayunt.—Art., of. ind. Su ind. es la agricultura.—Pob. Ninguna importancia ofrecen los 7 edif. que la forman. — Sit. geog. y top. (Para sus límites y demas, véase el artículo referente á su ayunt.).
(Riera y Sans, 1883, pp. 13-14)

En 2023, la entidad singular de población tenía empadronados 41 habitantes y el núcleo de población, también 41.